# Marika Holland
Marika Holland es una científica y climatóloga del Centro Nacional para la Investigación Atmosférica conocida por su trabajo en el modelado del hielo marino y su papel en el clima global.

## Trayectoria
En 1997 se doctoró por el Programa de Ciencias de la Atmósfera y los Océanos de la Universidad de Colorado en Boulder en el área de modelado del hielo marino para aplicaciones climáticas. Después y hasta 1999, Holland fue investigadora postdoctoral en la Universidad de Victoria para estudiar la influencia de la variabilidad y el cambio del hielo marino en la circulación oceánica mundial y el clima. En 1999, se unió como becaria posdoctoral al personal del Centro Nacional de Investigación Atmosférica (NCAR) y se al año siguiente convirtió en personal científico.
Holland es conocida por sus investigaciones que predicen el hielo marino en diferentes escalas de tiempo. El modelado del hielo marino por parte de Holland comenzó con observaciones sobre los procesos que definen las acciones del hielo marino en los modelos climáticos.
En 2003, Holland y Celia Bitz modelaron cómo los cambios en el clima del Ártico alteran el grado de amplificación polar en los modelos climáticos. El trabajo de Holland sobre el hielo marino futuro predice un océano Ártico sin hielo para el año 2040, investigación que fue ampliamente cubierta en las noticias.
Las investigaciones realizadas por Holland y otros demostraron que el hielo marino estaba disminuyendo más rápido de lo previsto. Holland también ha trabajado con biólogos para evaluar cómo los cambios en el hielo marino afectan a los pingüinos emperador y a los pingüinos Adelia.Holland ha sido autora colaboradora del tercer, cuarto y quinto informe de evaluación del Grupo Intergubernamental de Expertos sobre el Cambio Climático.
Entre 2012 y 2014, Holland fue científica jefa del Modelo del Sistema Terrestre Comunitario (CESM). En 2020, Holland fue nombrada miembro electa de la Unión Americana de Geofísica, que la reconoció "por sus contribuciones sostenidas en la investigación polar y el modelado climático".

## Reconocimientos
En 2002 y 2006, Holland fue becaria Kavli Frontiers of Science en la Academia Nacional de Ciencias.En 2014 se le concedió el Premio CESM al Logro Distinguido.
En 2019 se le concedió la Medalla del IASC por sus contribuciones en el conocimiento del Ártico. En 2020 se convirtió en miembro de la Unión Americana de Geofísica.Al año siguiente, ingresó en la American Meteorological Society.

## Publicaciones
- Holland, M. M.; Bitz, C. M. (1 de septiembre de 2003). «Polar amplification of climate change in coupled models». Climate Dynamics 21 (3–4): 221-232. Bibcode:2003ClDy...21..221H. ISSN 0930-7575. doi:10.1007/s00382-003-0332-6.
- Holland, Marika M.; Bitz, Cecilia M.; Tremblay, Bruno (12 de diciembre de 2006). «Future abrupt reductions in the summer Arctic sea ice». Geophysical Research Letters (en inglés) 33 (23): L23503. Bibcode:2006GeoRL..3323503H. ISSN 0094-8276. doi:10.1029/2006GL028024.
- Stroeve, Julienne; Holland, Marika M.; Meier, Walt; Scambos, Ted; Serreze, Mark (2007). «Arctic sea ice decline: Faster than forecast». Geophysical Research Letters (en inglés) 34 (9). Bibcode:2007GeoRL..34.9501S. ISSN 1944-8007. doi:10.1029/2007GL029703.
- Holland, Marika M.; Bailey, David A.; Vavrus, Steve (2011). «Inherent sea ice predictability in the rapidly changing Arctic environment of the Community Climate System Model, version 3». Climate Dynamics (en inglés) 36 (7–8): 1239-1253. Bibcode:2011ClDy...36.1239H. ISSN 0930-7575. doi:10.1007/s00382-010-0792-4.